# Fouchy
Fouchy település Franciaországban, Bas-Rhin megyében. Lakosainak száma 641 fő (2022. január 1.). Fouchy Bassemberg, Breitenau, Lalaye, Urbeis és Rombach-le-Franc községekkel határos.

## Népesség
A település népességének változása:
| Lakosok száma | 665  | 658  | 681  | 656  | 649  | 643  | 636  | 636  | 641  |
|               | 2013 | 2015 | 2016 | 2017 | 2018 | 2019 | 2020 | 2021 | 2022 |